# Eublemma dissoluta
Eublemma dissoluta là một loài bướm đêm trong họ Erebidae.